# Епіграми про програмування
«Епіграми про програмування» — це стаття Алана Перліса, опублікована в 1982 році для журналу ACM SIGPLAN . Епіграми — це низка коротких, незалежних від мови програмування гумористичних висловлювань про комп’ютери та програмування, які широко цитуються.
Вперше він з’явився в SIGPLAN Notices 17(9), вересень 1982 року.
В епіграмі №54 Перліс ввів термін «Тюрінгівська трясовина», який він визначив як мову програмування, де «все можливо, але нічого цікавого не дається легко».